# Herrand von Halberstadt
Herrand (* um 1040; † 23./24. Oktober 1102 in Reinhardsbrunn) war ein schwäbischer Geistlicher, Abt von Ilsenburg und Bischof von Halberstadt. Als Bischof wurde er auch Stephan genannt.

## Leben
Herrand wurde vermutlich in Schwaben geboren. Er war Benediktinermönch im Kloster Gorze (Lothringen) und kam später in das Burkarduskloster in Würzburg. Um 1074 wurde er als Abt von Ilsenburg durch Burchard II. von Halberstadt mit der Reform des von ihm geleiteten Klosters beauftragt. Im Jahre 1090 wurde Herrand mit Unterstützung des Papstes zum Bischof von Halberstadt gewählt, konnte sich jedoch nicht durchsetzen. Die Bischofsweihe empfing er 1094 in Rom und wählte dabei den Bischofsnamen Stephan. Im Jahre 1096 gründete er die Ilsenburger Propstei Hillersleben. Als Opfer einer Intrige kaisertreuer Prälaten musste er 1100 fliehen und gelangte zunächst nach Magdeburg, bevor er schließlich wieder Mönch im Kloster Reinhardsbrunn wurde, wo er auch starb.